# 922型打撈救生船
922型打撈救生船（北约称大浪级）。是中国解放军海军70年代起装备的打撈救生船級,但其中"東修911"號一艘則為修理艦。原隸屬於南海艦隊的"南救503"號於2006年11月27日在海南島榆林基地無償調撥給農業部海南區漁政漁港監督管理局使用, 成為中國最大的漁政船。
共有南救503、南救510、北救122、北救138等四艘。